# Wilsonia (Plantae)
Wilsonia je rod slakovki smješten u tribus Cresseae, dio potporodice  Convolvuloideae. Sastoji se od 3 vrste polugrmova rasprostranjenih po Australiji i Tasmaniji. 
Tipična vrsta je Wilsonia humilis. Rod je opisan u Prodromus Florae Novae Hollandiae 490. 1810.

## Vrste
1. Wilsonia backhousei Hook.f.
2. Wilsonia humilis R.Br.
3. Wilsonia rotundifolia Hook.

## Sinonimi
Nema nijednog sinonima.